# 구안괘사
구안괘사(口眼喎斜, facial nerve paralysis)는 입과 눈이 삐뚤어지는 병이며, 구안와사(口眼喎斜)라고도 한다. 이 증상은 안면에 분포된 운동신경이 마비돼 온다고 하여 안면 신경마비 또는 안면마비라고도 한다. 정확한 원인은 밝혀지진 않았다.

## 역사
페르시아의 의사 알 라지(865–925년)는 얼굴 주변 및 중심부의 마비에 대한 자세한 설명을 최초로 기술하였다.

## 원인
원인 불명으로 특발성인 경우 벨 마비라고 한다. 감염, 외상, 종양 등이 원인이 될 수도 있다.

## 증상
마비가 온 쪽의 눈이 안 감기거나 입술이 움직이지 않고 이마에 주름이 잡히지 않는다. 심할 경우에는 청력이 예민해지고 미각이 상실된다. 한번 손상된 안면신경은 절대 완전회복 되지 않는다.

## 치료
스테로이드가 구안괘사 치료 개선에 효과적이며 항바이러스물질은 효과적이지 않는다는 것이 입증되었다. 눈을 감을 수 없는 환자의 경우 안구 보호 장치가 필요하다.

## 같이 보기
- 중풍
- 벨 마비